# Parachelifer dominicanus
Parachelifer dominicanus es una especie de arácnido del orden Pseudoscorpionida de la familia Cheliferidae.

## Distribución geográfica
Se encuentra en la República Dominicana.